# Heartland (serie de televisión)
Heartland es una comedia dramática de televisión familiar canadiense que se estrenó en Canadá en CBC Television y originalmente en Estados Unidos en The CW Plus sindicada el 14 de octubre de 2007. 2010, la serie se emitió por primera vez en Up TV, pero sigue emitiéndose en reposiciones en este último canal como parte de la programación de fin de semana del servicio.
La serie está basada en la serie de libros Heartland de Lauren Brooke y sigue a Amy Fleming y a su hermana mayor Louise "Lou" Fleming en su rancho familiar de Alberta, Heartland, donde viven con su abuelo viudo Jack Bartlett, su padre Tim Fleming y el granjero contratado Ty Borden. Mientras experimentan los altibajos de la vida en el rancho, la familia estrecha sus lazos.
Con la emisión de su episodio 139 el 29 de marzo de 2015, Heartland superó a Street Legal como la serie dramática de una hora más longeva de la historia de la televisión canadiense.[cita requerida]
El 1 de junio de 2022, la CBC renovó la serie por una decimosexta temporada de 15 episodios, estrenada en Canadá el 2 de octubre de 2022. En mayo de 2023, la serie fue renovada por una decimoséptima temporada de 10 episodios, que se estrenó en Canadá el 1 de octubre de 2023. En mayo de 2024, la serie fue renovada por una decimoctava temporada, que comenzó a rodarse inmediatamente después. Está previsto que se estrene en Canadá en otoño de 2024, y en Estados Unidos más adelante, en 2025.
En Estados Unidos, la serie tiene una amplia distribución a través de sindicación los fines de semana, incluso como parte de la programación nacional por defecto de Up TV y The CW Plus y los nuevos episodios estarán disponibles a partir de 2021, en Up Faith & Family, el servicio de streaming de la cadena, meses después de que las temporadas completas terminen su emisión en Canadá y se estrenen posteriormente en EE. UU. de forma lineal en la cadena principal, y todas las temporadas posteriores son exclusivas de Up Faith & Family antes de que estén disponibles para su distribución en otras cadenas estadounidenses y servicios de streaming que no estén afiliados a UP tv o a sus cadenas hermanas. Las reposiciones de los episodios más antiguos se emiten en Hulu, Pluto TV, Crackle, Tubi, BYUtv, Retro TV, COZI TV, y Heartland (que no lleva el nombre de la serie). También formó parte de la programación de Light TV hasta que pasó a llamarse TheGrio TV el 15 de enero de 2021. La serie también está disponible en Netflix y otras plataformas de streaming dentro y fuera de Estados Unidos.

## Sinopsis
Amy Fleming tenía 15 años cuando su madre murió en un accidente de automóvil en el cual ella también estaba. Debido al accidente estuvo en el hospital y no pudo asistir al funeral de su madre. Amy heredó la habilidad de su madre para susurrar a los caballos y cuando regresó a casa decidió continuar con el trabajo de su madre sanando caballos maltratados o heridos, incluyendo a Spartan, el caballo por el cual su madre dio la vida. Amy también tiene que lidiar con el retorno de su hermana mayor Lou que ha estado viviendo en Nueva York durante 4 años.
Ty Borden fue abusado cuando niño por su padrastro Wade. Después de vengarse fue arrestado y enviado a prisión juvenil. Para su libertad condicional fue enviado a trabajar al Rancho Heartland. El abuelo de Amy también invitó a Ty a vivir con ellos. Ty ayudó a Amy a sobrellevar la muerte de su madre y ella le ayudó para que aprendiera a confiar de nuevo. Se volvieron mejores amigos y luego se enamoraron.

## Personajes

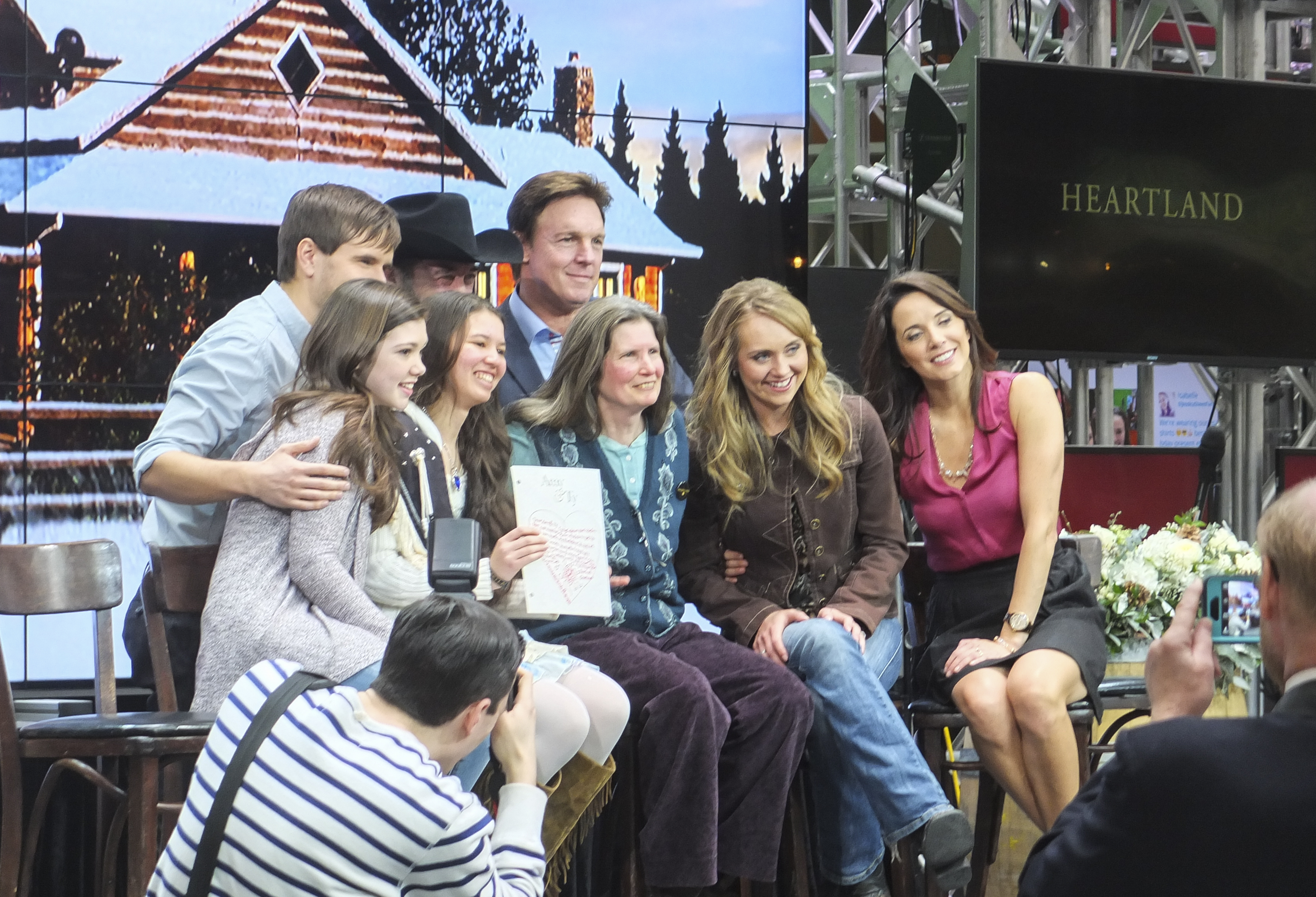
Elenco de Heartland en 2015

### Principales
- Amber Marshall como Amy Fleming. Es la protagonista de la historia y sobre quien se centra la trama de la serie. Es una joven con habilidad para comunicarse con los caballos. Su padre Tim abandonó a la familia cuando Amy era muy pequeña, por lo que fue criada por su madre Marion y su abuelo Jack. Amy tenía sólo 15 años cuando Marion murió en un accidente automovilístico en el que estuvo involucrada. Ella heredó de su madre un don muy particular que le permite tratar y curar caballos. A lo largo de la serie comienza a desarrollar su actividad como sanadora de caballos, adquiriendo fama por sus resultados positivos, aunque debiendo también lidiar tanto con criadores o jinetes desaprensivos, como con los propios problemas internos de su familia. Gracias a su abuelo Jack, conoce al joven Ty Borden, quien llega a Heartland para trabajar como parte de su programa de rehabilitación social. Con el tiempo terminan por enamorarse.

- Michelle Morgan como Samantha Louise "Lou" Fleming, hermana mayor de Amy. Tras haber finalizado sus estudios, abandonó el rancho Heartland para trabajar de ejecutiva en una empresa de Nueva York. El accidente y posterior muerte de su madre son los motivos que la hacen regresar, con la pretensión de tomar las riendas del rancho. Si bien al principio Amy se opuso a sus ideas, finalmente tuvo éxito al abrir un rancho turístico en territorio de Heartland. A pesar de haber tenido distintos romances, finalmente conoce al empresario Peter Morris con quien forma su familia. Sin embargo, tras la temporada 8 la pareja se separa tras revelarse una infidelidad de larga data por parte de Peter. Tras este evento y la llegada a Heartland del nuevo ayudante de Jack, Mitch Cutty, Lou inicia una historia amorosa con él.

- Graham Wardle como Tyler "Ty" Borden: Es un joven con un pasado muy doloroso. Fue abandonado por su padre a temprana edad. Su madre se casó con un ludópata que constantemente lo maltrataba y debido a ello, tras responder a esos maltratos con una golpiza, fue encerrado en una correccional de menores. Finalmente, encontró su redención al ser enviado por su celador Clint al rancho Heartland, donde vivió y trabajó a las órdenes del viejo Jack Bartlett. Allí, además de encontrar su vocación para encarar su carrera como veterinario, encontró el amor en los brazos de Amy Fleming. Su pasión por la medicina animal, lo llevó a formar parte del programa "Veterinarios sin Fronteras", donde ingresó como voluntario y logró establecer contactos en Mongolia.

- Shaun Johnston como Jack Bartlett. Es el patriarca de la familia y dueño del rancho Heartland. Es el padre de Marion y abuelo de Lou y Amy. Es un hombre de carácter tosco, reacio a adaptarse a las nuevas tecnologías, pero de corazón noble y generoso. A pesar de haber expulsado de la familia a su yerno Tim, finalmente intenta recomponer los lazos tras la muerte de su hija Marion, aunque continúan chocando debido a los continuos fracasos de Tim como negociante. Tiene un problema de acumulación compulsiva, guardando en un galpón grandes cantidades de muebles viejos y objetos considerados "de valor", a la vez de tener tiradas en los fondos de sus corrales sus viejas camionetas Chevrolet, de las cuales atesora una C-10 1967, que fue un regalo de aniversario de bodas de su esposa, por lo que pone el grito en el cielo si alguien se atreve a querer deshacerse de esas cosas. Como patriarca de la familia, tiene una tradición consistente en reunir a su familia frente a una chimenea de piedras que construyó su padre, para que cada miembro de la familia elija una piedra como símbolo de pertenencia a la familia Bartlett.

- Chris Potter como Timothy "Tim" Fleming. Es el padre de Lou y Amy, y el ex-yerno de Jack. En el pasado fue un excelente jinete de rodeo, sin embargo sus malas decisiones lo hicieron alejarse de su familia, llegando a ser expulsado de la misma por Jack. Tras la muerte de Marion, intentó por todos los medios recuperar el contacto con sus hijas, hasta lograr finalmente volver a ser aceptado por Jack. Padece problemas de alcoholismo, siendo éste otro motivo por el cual Jack lo echó de Heartland. Con el tiempo se supo que mantuvo una relación clandestina con una empleada de casino llamada Miranda, con la que tuvo un hijo llamado Shane. Su experiencia tomando malas decisiones lo llevaron a una larga cadena de fracasos, pretendiendo crear distintos negocios. A su vez es un superprotector, teniendo más de un encontronazo con sus yernos Peter y Ty. Tras una serie de experiencias amorosas fallidas, consigue entablar una relación estable con Casey McMurtry, una empresaria viuda y ex-jinete de barriles que lo convence de montar una escuela de rodeo.
Además de formar parte del elenco, Chris Potter fue también el director de la mayoría de los capítulos de la serie.

- Alisha Newton, como Georgina "Georgie" Fleming-Morris. Es la hija adoptiva de Lou y Peter. Ingresó a la serie en la temporada 6 como personaje recurrente para poco después ser parte del elenco principal. Ingresó como una niña huérfana y fugitiva que se refugió en Heartland para nunca más irse de ahí. Al principio Jack se hace cargo de su tutela, pero al ser rechazado como adoptante por su avanzada edad, Peter y Lou la terminan adoptando. Con el paso del tiempo, comienza a descubrir su vocación como jinete acrobática, a la vez de afianzar su relación con el caballo Phoenix y comenzar a convertirse en la mano derecha de Amy y su pupila de entrenamiento. Su nombre de nacimiento es Georgina Crawley y de su familia biológica tiene a su hermano mayor Jeff, quien trabaja en el norte como empleado petrolero y su oportunista tía Crystal, quien intentó hacerse con su custodia intentando chantajear a Peter y Lou. Por otra parte, mantuvo una relación amorosa con el joven Adam Parker, un alumno de su escuela que se convirtió en su tutor escolar, con quien no llegarían a buen puerto. Tras esta experiencia fallida, mantiene una relación con Wyatt McMurtry, el sobrino mayor de Casey.

### Secundarios
- Kerry James, como Caleb O'Dell. Es un joven jinete de rodeos que ingresó a Heartland como un nuevo ayudante para Jack. Al principio desarrolla un interés amoroso por Amy, lo que lo lleva a tener una fuerte rivalidad con Ty por esa razón. Luego de que Amy se decidiera por Ty, Caleb intentó aceptar este hecho, hasta que conoció a la joven Ashley Stanton, una joven adinerada que reniega de su origen de alta sociedad. Si bien la relación de ambos llega hasta el casamiento, finalmente deciden divorciarse tras la decisión de Ashley de continuar sus estudios en Columbia Británica. La situación de Caleb se volvió un completo desastre tras esta decisión, lo que lo llevó a vivir una vida completamente descuidada, participando y fracasando en distintos rodeos, volviéndose adicto al alcohol y no asumiendo su responsabilidad como peón en Heartland, lo que lo llevó a ser despedido en más de una oportunidad con Jack. Más allá de ello, encontró en Amy y Ty no sólo la amistad incondicional, sino también un refugio emocional a sus problemas personales. Su estabilidad emocional llegó de la mano de la joven Cassandra, una estudiante avanzada de veterinaria que colabora en la clínica de Scott Cardinal, con quien inicia una nueva relación, hasta casarse de manera legítima y legal. Tras esta situación, Tim Fleming lo toma como instructor inicial para su escuela de rodeo.

- Gabriel Hogan, como Peter Walter Morris. Es el exesposo de Lou y padre biológico de Katie y adoptivo de Georgie. Es un hombre de negocios muy apegado a sus trabajos, lo que lo llevó a más de un fracaso en su vida amorosa. Su relación con Lou se inició gracias a una intervención de Lisa Stillmann (pareja de Jack Bartlett), quien en secreto le entregó a Peter el correo electrónico de Lou. A pesar de que via internet la relación había comenzado bien (de hecho, Lou usaba su apodo mientras que Peter solo usaba sus iniciales PW), en la vida real Peter y Lou se conocieron en el medio de un litigio entre la petrolera de Peter y los habitantes de Hudson por la explotación petrolera en terrenos no autorizados. La principal razón de ese desencuentro fue que Lou usaba su primer nombre "Samantha", lo que despistó a Peter. Tras conocerse cara a cara y llevarse una gran desilusión, prontamente los encuentros se hicieron frecuentes, terminando ambos enamorados, casándose y formando una familia. Sin embargo, los continuos viajes laborales de Peter, los caprichos de Lou y la situación financiera de ambos en un período donde quedaron sin trabajo, comenzó a desgastar la relación. El detonante que provocó la separación de ambos fue una infidelidad de Peter en Vancouver, descubierta por Lou y Georgie en primera persona. A pesar de ello, ambos continuaron teniendo una relación amistosa, teniendo Peter espacio para seguir visitando Heartland para acompañar a sus hijas.

- Nathaniel Arcand, como Scott Cardinal. Es el veterinario del pueblo y el primer interés amoroso de Lou Fleming. Inicialmente es presentado como el veterinario permanente de Heartland, habiendo sido a su vez el primer habitante del granero. Fue a la misma escuela secundaria que Lou, por lo que mantuvo una relación amorosa antes de iniciar sus estudios como veterinario. Tras la partida de Lou a Nueva York, Scott ingresó a Heartland como veterinario particular del rancho. Luego del regreso de Lou, ambos intentan reflotar su antigua relación, sin embargo Scott comienza a expandir su agenda laboral, lo que provoca que poco a poco la relación naufrague. Con el tiempo, logra erigirse como el veterinario principal de la Clínica de Hudson, donde ejerce el rol de mentor de Ty y Cassandra, además de brindar servicios particulares y de continuar su relación amistosa con los Bartlett-Fleming.

- Jessica Steen, como Elizabeth "Lisa" Stillmann Bartlett. Primeramente pareja y luego segunda esposa de Jack Bartlett. Divorciada del cuestionado empresario Dan Hartfield, Lisa es una carismática y vital empresaria de negocios equinos, propietaria del establecimiento Fairfield Stables. Siendo una gran criadora de caballos, conoce a Jack gracias a su presencia en esta rama. A pesar del amor que se tienen, Lisa es de una personalidad diametralmente opuesta a Jack: De carácter alegre y simpático, adora viajar por el mundo, tiene gran facilidad para adaptarse a las nuevas tecnologías y de gran calidez humana con quien lo requiera. Gracias a ella, Jack logra perdonar a Tim y reintegrarlo a la familia. Influenciada por las renovaciones constantes, busca de mil maneras intentar aggiornar a Jack, aunque son mayores las veces que fracasa en el intento. Al mismo tiempo, sus intereses personales y sus viajes de negocios, en más de una oportunidad provocaron separaciones que terminaban rápidamente. En la temporada 7, ambos deciden casarse en secreto, aunque con la complicidad de Tim quien ofició de testigo.

- Wanda Cannon, como Valerie "Val" Stanton. Es la madre de Ashley y Jesse Stanton y heredera de los negocios de su fallecido esposo. Propietaria del rancho Briar Ridge Stables, vecino a Heartland, tiene un papel principalmente antagónico. Si bien se muestra en forma amistosa con Jack, por lo general presume un carácter completamente altanero, no dudando en espetarle en la cara a su interlocutor sus diferencias sociales. Desde un primer momento desaprueba la relación entre su hija y Caleb O'Dell, al punto tal de intentar buscar la forma de separarlos, logrando finalmente su objetivo tras el viaje de bodas que los tres realizaron a Italia. la relación con sus hijos tampoco fue la mejor, confrontándose primeramente con Ashley por su relación con Caleb y luego con Jesse, por sus oscuras intenciones de apoderarse de Hudson mediante maniobras de fraude, estafa y extorsión. En uno de esos episodios, asumió un papel decisivo al hacer deponer a su hijo Jesse de continuar con una actitud extorsiva que puso en peligro el casamiento de Ty y Amy. A pesar de mantener una relación de amistad con Jack, no ocurre lo mismo con Lisa, quien no soporta verla cerca de Jack. Al mismo tiempo, inició una relación con Dan Hartfield, llamando la atención de Lisa, quien le terminaría cuestionando y previniendo sobre el oportunismo de Dan. Como respuesta, Val le asegura tener muy en claro que no le cederá ni un centavo y que su relación con Dan es "solo para divertirse".

### Recurrentes
- Madison Cheeatow, como Jade Verani. Es una joven rebelde que aspira a ser jinete de rodeos. Es hija de la Dra. Tricia Verani, quien había llegado a Hudson tras divorciarse de su esposo. Al principio se presenta como una chica problemática, robando cosas en la calle y llegando al extremo de hacer lo propio con la camioneta de Jack. La relación inicialmente amorosa y luego de amistad entre su madre y Tim Fleming, termina haciendo que este último se convierta en su tutor mientras Tricia trabaja en la ciudad. Inicialmente inicia una pequeña rivalidad con Georgie, de quien se termina convirtiendo en su mejor amiga. Al mismo tiempo, el tiempo compartido con Tim la convence de querer convertirse en jinete de rodeos, más allá de las reservas que Tim tiene con respecto a esta decisión.

- Victoria Pratt, como Casey McMurtry. Es la tercera pareja de Tim Fleming tras su divorcio de Marion Bartlett. Es una ex-jinete de carreras de barriles que conoce a Tim tras su fallida relación con Janice Wayne y el frustrado intento de él por regresar con Miranda Grenier. Al igual que él, es viuda y una gran conocedora de los circuitos de rodeo, aunque de carácter más sensible. Además de convertirse en la compañera sentimental de Tim, lo anima a montar una escuela de rodeo, a la vez de ser su más incondicional pareja de todas las que tuvo. Tenía también un hermano llamado Curtis que falleció muy joven, quedandose Casey a cargo de la familia de él compuesta por su esposa Jen y sus hijos Wyatt y Brick. Al mismo tiempo, tiene otro sobrino llamado Clay (hijo de un hermano de su fallecido esposo Hank) que se convierte en pupilo de Tim, a la vez de establecer una relación de amor-odio con Jade. Su apellido de soltera se desconoce, ya que McMurtry era el apellido de su difunto esposo Hank, apodado "The Tank" (El Tanque).

- Kevin McGarry, como Mitch Cutty. Es el tercer ayudante contratado por Jack y a su vez, un interés amoroso de Lou. Si bien al principio apareció como una "cita a ciegas" de Lou luego de su separación con Peter, Mitch se gana la confianza de Jack al ayudarlo de manera imprevista en un arreo de ganado que se había escapado tras una negligencia de Caleb. Jack lo termina por contratar, lo que se terminó convirtiendo en una completa e incómoda sorpresa para Lou. Con el paso del tiempo, comienzan a lidiar con sus sentimientos mutuos, llegando a mantener una relación inestable debido principalmente a las indecisiones de Lou. Tras haberse alejado un tiempo de Lou, confiesa el haber iniciado una relación con una profesora de yoga llamada Maya, lo que despierta en Lou la necesidad de aclarar de una buena vez sus sentimientos.

- Megan Follows, como Lily Borden. Es la madre de Ty y suegra de Amy. Tras haber sido abandonados por el padre de Ty, se casó con Wade, un ludópata abusador que vivía maltratando a Ty. Las situaciones vividas junto a Wade también la harían caer en el vicio del juego y en el alcoholismo. En su primera aparición, acudió a Heartland para esconderse de Wade, aunque debió mentirle a su hijo sobre la realidad de la situación. Al descubrirse la verdad, escapa a Vancouver con el pretexto de iniciar una nueva vida. En su segunda aparición, la relación con su hijo empeora, luego de decidirse por volver con Wade. Durante ese regreso y a pesar de los intentos de Wade por dejar atrás los malos hábitos, recae en el alcoholismo lo que la lleva a ser ingresada a un centro de rehabilitación. Finalmente, logra salir de allí para poder conocer a su nieta Lindy.

- Roger LeBlanc, como Bob Grainger. Es un joven veterinario aventurero y apasionado por la vida silvestre. Es el encargado de la reserva natural de Alberta y forja amistad con Ty. Su pasión por la preservación de la vida silvestre lo llevó a integrar el cuerpo voluntario de "Veterinarios sin Fronteras", llevándose consigo a Ty a Mongolia.

- Kataem O'Connor, como Adam Parker. Es un alumno superdotado y altamente sobreprotegido por sus padres. Es hijo de un oficial de policía de Hudson. Fue asignado como alumno-tutor para Georgie, debido a sus bajas calificaciones en matemáticas. A pesar de haber arrancado con el pie izquierdo, poco a poco fueron conociéndose hasta enamorarse. Sin embargo, la relación no prospera debido a las inseguridades de Adam y a que su padre consideraba a Georgie como una mala influencia. A pesar de ello, continuaron como amigos.

- Helen Colliander como Olivia Wheaton. Es una joven de carácter altanero, debido a su origen en una familia adinerada, por lo que se enfrenta abiertamente con Georgie. Sin embargo, las decisiones de sus maestros de obligarlas a realizar proyectos juntas, más un accidente sufrido por Olivia, llevaron a ambas a convertirse en cercanas. Al mismo tiempo, Adam desarrolló un interés amoroso por Olivia luego de romper con Georgie, lo que las terminó de acercar aún más.

- Kaitlyn Leeb, como Cassandra "Cas" O'Dell. Es una estudiante avanzada de veterinaria que colabora en la clínica donde trabaja Scott Cardinal. Al principio se presenta como una chica sabelotodo, lo que incomoda a Ty y sus compañeros. Al mismo tiempo, despierta los celos de Amy por su cercanía a Ty. Involuntariamente participa en un boicot contra Ty, del cual afirma haber participado, lo que le hace perder su puesto en la clínica. A pesar de ello, Ty consigue convencer a Scott de retomar a Cas como ayudante. Con el tiempo, se vuelve amiga de Amy y conoce a Caleb O'Dell, con quien terminan enamorándose. Al momento de su boda, Amy entra en trabajo de parto, por lo que tras casarse asisten al nacimiento de Lindy. Finalmente, junto a Caleb se convierten en padrinos de Lindy.

## Lugares de rodaje
Gran parte de la serie se rueda en localizaciones de High River, Alberta y alrededores, con rodajes adicionales en estudio y en localizaciones de la cercana Calgary. Unas inundaciones de junio de 2013 en High River inundaron el set de pie de Maggie's Diner. Los sets principales de Heartland escaparon a los daños, y se reescribieron los guiones de la séptima temporada para trasladar las localizaciones de rodaje de la ciudad ficticia de Hudson a Inglewood, un barrio histórico del centro de Calgary. Un mes después de la inundación, los estudios del programa en Calgary ofrecieron visitas entre bastidores a los fans que pagaran por un día de recaudación de fondos "Heartlanders for High River", proporcionando 80.000 dólares para ayudar a la recuperación de la ciudad.
Heartland rodó algunos de sus interiores en la base militar abandonada, Currie Barracks,
prevista para su reurbanización.

## Medios domésticos
Entertainment One ha lanzado las siete primeras temporadas de Heartland en DVD en la Región 1 (sólo Canadá). El telefilme independiente A Heartland Christmas fue lanzado en DVD en Canadá el 1 de noviembre de 2011 y en Estados Unidos el 29 de octubre de 2013. La octava temporada se estrenó en Canadá el 6 de octubre de 2015.
En la Región 2, 4Digital Media ha lanzado las 6 primeras temporadas en DVD en el Reino Unido.
En la Región 4, la Temporada 1 y la Temporada 2 Partes 1 y 2 han sido lanzadas por Roadshow Home Video.
| Temporada                       | Ep# | Lanzamiento              | Lanzamiento              | Lanzamiento            | Lanzamiento |
| Temporada                       | Ep# | Región 1                 | Región 2                 | Región 4               |             |
| ------------------------------- | --- | ------------------------ | ------------------------ | ---------------------- | ----------- |
| Temporada 1 Parte 1             | 7   | 15 de septiembre de 2009 |                          |                        |             |
| Temporada 1 Parte 2             | 6   | 10 de noviembre de 2009  |                          |                        |             |
| The Complete First Season       | 13  | 20 de abril de 2010      | 26 de abril de 2010      | 31 de agosto de 2010   |             |
| Temporada 2 Parte 1             |     |                          |                          | 2 de diciembre de 2010 |             |
| Temporada 2, Parte 2            |     |                          |                          | 3 de marzo de 2011     |             |
| The Complete Second Season      | 18  | 4 de mayo de 2010        | 27 de junio de 2011      |                        |             |
| The Complete Third Season       | 18  | 22 de marzo de 2011      | 13 de febrero de 2012    |                        |             |
| The Complete Fourth Season      | 18  | 1 de noviembre de 2011   | 27 de febrero de 2012    |                        |             |
| The Complete Fifth Season       | 18  | 18 de septiembre de 2012 | 19 de noviembre de 2012  |                        |             |
| The Complete Sixth Season       | 18  | 15 de octubre de 2013    | 12 de agosto de 2013     |                        |             |
| The Complete Seventh Season     | 18  | 28 de septiembre de 2014 | 21 de septiembre de 2015 |                        |             |
| The Complete Eighth Season      | 18  | 6 de octubre de 2015     | 16 de noviembre de 2015  |                        |             |
| The Complete Ninth Season       | 18  | 1 de noviembre de 2016   | 25 de julio de 2016      |                        |             |
| The Complete Tenth Season       | 18  | 2017                     | 13 de noviembre de 2017  |                        |             |
| The Complete Eleventh Season    | 18  | 2018                     | 12 de noviembre de 2018  | Desconocido            |             |
| The Complete Twelfth Season     | 11  | 2019                     | 2 de diciembre de 2019   |                        |             |
| The Complete Thirteenth Season  | 10  | 2020                     | 30 de noviembre de 2020  | Desconocido            |             |
| The Complete Fourteenth Season  | 10  | 22 de mayo de 2021       | Desconocido              | Desconocido            |             |
| The Complete Fifteenth Season   | 10  | 13 de abril de 2023      |                          |                        |             |
| The Complete Sixteenth Season   | 15  | 19 de julio de 2023      |                          |                        |             |
| The Complete Seventeenth Season | 10  | 4 de junio de 2024       |                          |                        |             |

| Otros Lanzamientos    | Fecha de Lanzamiento   | Fecha de Lanzamiento | Fecha de Lanzamiento |
| Otros Lanzamientos    | Región 1               | Región 2             | Región 4             |
| --------------------- | ---------------------- | -------------------- | -------------------- |
| A Heartland Christmas | 1 de noviembre de 2011 | Desconocido          | Desconocido          |

## Emisión internacional
- Chile  Ecuador  Perú  Argentina  Brasil:  Boomerang Latinoamérica (2009-2014) Lifetime
- Colombia:  Citytv, Lifetime
- Venezuela: HOLA
- México: Televisa Regional
- Rumania: AXN